# 台中勤美洲際酒店
台中勤美洲際酒店（英語：InterContinental Taichung）位於台中市西區的酒店，由勤美集團投資興建並委託洲際酒店集團經營管理。為勤美集團勤美之森複合式開發投資案的一部分。206間客房，2024年10日正式開幕。

## 周邊
- 全國大飯店
- 經國園道
- NOVA資訊廣場
- 范特喜微創文化中興街文創聚落
- 廣三SOGO百貨